# Werner Gebhard
Werner Gebhard (* 14. Dezember 1921 in Nürnberg; † 14. Februar 1997 ebenda) war ein deutscher Beamter und Gewerkschafter.
Gebhard besuchte die Wirtschaftsoberschule mit höherer Handelsschule in Nürnberg und trat 1939 in die Nürnberger Stadtverwaltung ein. Im Zweiten Weltkrieg leistete er vier Jahre lang Kriegsdienst und wurde verwundet. 1948 legte er die Prüfung für den gehobenen Verwaltungsdienst ab. 1959 wurde er Leiter der Vermögens- und Schuldenverwaltung im Finanzreferat der Stadt Nürnberg. Er lebte in Nürnberg-Kleinreuth, war Amtsrat der Stadtverwaltung Nürnberg, von 1971 bis 1989 Vorsitzender des Bayerischen Beamtenbundes und danach dessen Ehrenvorsitzender. Er gehörte außerdem dem Bundeshauptvorstand und dem Bundesvorstand des Deutschen Beamtenbundes an und war Vorsitzender des Bundes Deutscher Kommunalbeamter und -Angestellter. Von 1963 bis 1989 gehörte er dem Bayerischen Senat und in dieser Zeit auch dem Beirat der Akademie für Politische Bildung sowie dem Rundfunkrat an. 1970 hat er den Bayerischen Verdienstorden erhalten.